# اوزی (ورزقان)
اوزی یکی از روستاهای استان آذربایجان شرقی است که در دهستان بکرآباد بخش مرکزی شهرستان ورزقان واقع شده‌است.